# أوتار (فيزياء)

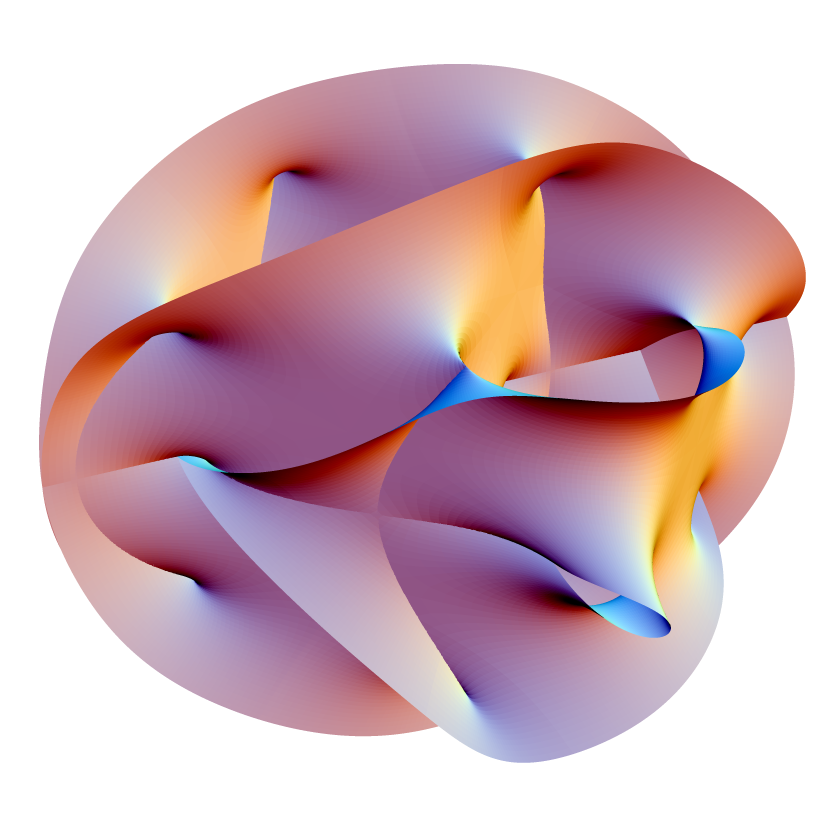

اهتزازات الأوتار

في الفيزياء ، تعتبر الأوتار كيان مادي مُفترض في نظرية الأوتار والمواضيع المتعلقة بها. على عكس الجسيمات الأولية (التي تعرَّف بأنها ذات أبعاد صفرية أو تشبه النقطة) تعد الأوتار كيانات ممتدة أحادية البعد. يهتم الباحثين بنظريات الأوتار لأن النظريات التي تكون فيها الكيانات الأساسية أوتار عوضاً عن جسيمات نقطية تمتلك تلقائيًا العديد من الخصائص التي يتوقع بعض الفيزيائيين الاحتفاظ بها في النظرية الأساسية للفيزياء. ومن الجدير بالذكر أن نظرية الأوتار التي تتطور وتتفاعل وفقًا لقواعد ميكانيكا الكم سوف تصف تلقائيًا الجاذبية الكمومية.

## نظرة عامة
في نظرية الأوتار، قد تكون الأوتار مفتوحة (تشكل قطعة ذات نهاية نقطية) أو مغلقة (تشكل حلقة مثل دائرة) وقد تكون لها خصائص خاصة أخرى. قبل عام 1995، كانت هناك خمسة أشكال معروفة لنظرية الأوتار تتضمن فكرة التناظر الفائق، وتختلفت في نوع الأوتار وبعض الجوانب الأخرى. يُعتقد اليوم أن نظريات الأوتار المختلفة هذه تنشأ كحالات تقييدية مختلفة لنظرية واحدة تسمى نظرية إم.
في نظريات الأوتار لفيزياء الجسيمات، تعد الأوتار كيانات صغيرة جداً، حيث أنها أصغر بكثير مما يمكن ملاحظته في مسرعات الجسيمات اليوم. عادةً ما يكون مقياس الطول للأوتار حسب طول بلانك 35-10 مترًا، وهو المقياس الذي يُعتقد أن تأثيرات الجاذبية الكمومية عليه ملحوظة. لذلك في المقاييس الطولية الأكبر (مثل المقاييس المرئية في مختبرات الفيزياء) تبدو هذه الكيانات جسيمات نقطية صفرية الأبعاد.
للأوتار قدرة على الاهتزاز كذبذبات توافقية ، تعبر الحالات الاهتزازية المختلفة للوترعن أنواع مختلفة من الجسيمات. في نظريات الأوتار، تشكل الأوتار التي تهتز بترددات مختلفة الجسيمات الأساسية المتعددة الموجودة في النموذج القياسي الحالي لفيزياء الجسيمات.
تتم أيضًا دراسة الأوتار في الفيزياء النووية أحياناً حيث يتم استخدامها لتصميم أنابيب التدفق.
تنتشر الأوتار خلال الزمكان في مسار سطحي ثنائي الأبعاد خاص بها يسمى worldsheet. للجسيمات النقطية مسار خاص بها ايضاً احادي البعد يسمى worldline. توصف فيزياء الأوتار عن طريق نظرية المجال المطابق ثنائي الأبعاد المرتبطة بـworldsheet . كما أن صياغة هذه النظرية لها العديد من التطبيقات خارج نظرية الأوتار، على سبيل المثال: في فيزياء المادة المكثفة وأجزاء من الرياضيات البحتة.

## أنواع الاوتار

### الأوتار المغلقة والمفتوحة
يمكن أن تكون الأوتار مفتوحة أو مغلقة. الأوتار المغلقة هي أوتار ليس لها نهاية نقطية، وبالتالي فهي مكافئة طبولوجياً للدائرة. أما الأوتار المفتوحة فلها نقطتي نهاية وتعادل طوبولوجيًا زمن خطي.
ليست كل نظريات الأوتار تحتوي على أوتار مفتوحة، ولكن يجب أن تحتوي جميعها على أوتار مغلقة، لأن التفاعلات بين الأوتار المفتوحة يمكن أن تشكل أوتار مغلقة.
ترتبط الأوتار المفتوحة والمغلقة بشكل عام بأوضاع الاهتزاز المميزة. يمكن تعريف أحد أوضاع الاهتزاز في الأوتار المغلقة باسم الجرافتون (graviton) . وفي بعض نظريات الأوتار يكون اهتزاز الطاقة المنخفضة لأوتار مفتوحة هو تاكيون (tachyon). تظهر أنماط الاهتزاز الأخرى للأوتار المفتوحة خصائص الفوتونات والغلونات .